# Apamea alpigena
Apamea alpigena là một loài bướm đêm trong họ Noctuidae.